# Biocatalyse
La biocatalyse est l'utilisation de catalyseurs naturels, comme des enzymes,, dans une réaction de synthèse organique. Pour cela, des enzymes ayant été plus ou moins isolées et/ou des enzymes étant toujours dans des cellules vivantes sont utilisées,,.
Récemment avec les avancées de l'Électrosynthèse microbienne on a réussi à utiliser des biofilms microbiens cultivés sur une anode et une cathode pour catalyser des réactions électrochimiques permettant de produire des molécules organiques d'intérêt.

## Historique
La date exacte de la découverte des enzymes n'est pas connue.
Une activité hors d’une cellule vivante a été observée et décrite dès 1783 par Spallanzani qui notait que la viande était « liquéfiée » par le suc gastrique des faucons.
D’autres observations similaires ont suivi, mais la première découverte d’une enzyme est en général créditée à Payen et Persoz qui, en 1833 ont traité un extrait aqueux de malt avec de l’éthanol et ainsi précipité une substance labile à la chaleur, qui initie l’hydrolyse de l’amidon. Ils ont appelé cette fraction « diastase ». Aujourd’hui, on sait que la diastase était une préparation impure d’amylase.
Le mot enzyme (« dans la levure » en grec), apparaît en 1878 : Kühne le propose pour faire la distinction entre les « ferments organisés » (le micro-organisme entier) ou « inorganisés » (excrétés par les micro-organismes).
C’est en 1897 que Bertrand observa que quelques enzymes nécessitaient des « facteurs dialysables » pour avoir de l’activité catalytique : ces substances ont été appelées « coenzymes ».
À partir du début du XXe siècle, de nombreux essais sont faits pour purifier les enzymes et décrire leur activité catalytique en termes mathématiques précis.
En 1902, Henri a suggéré qu’un complexe enzyme-substrat était un intermédiaire obligatoire dans la réaction catalytique.
Il donne également une équation mathématique qui prend en compte l’effet de la concentration du substrat sur la vitesse de réaction. L’effet du pH sur l’activité enzymatique a été mis en évidence par Sorensen en 1909, Puis en 1913 que Michaelis et Menten redécouvrent l’équation d’Henri. Cette équation est basée sur des principes simples d’équilibre chimique.
Le fait que les enzymes sont des protéines n’a été accepté que vers la fin des années 1920.
Enfin, c’est en 1965 que Monod, Wyman et Changeux présentent un modèle cinétique pour les enzymes allostériques (enzymes de régulation qui donnent des courbes de vitesses sigmoïdes et non hyperboliques).

### Tendances
À la fin du XXe siècle, l'industrie développe des réacteurs à échelles industrielles, dont pour la chimie verte et la chimie fine et on cherche à mieux valoriser les déchets agroindustriels, agricoles humains, ou pour la dépollution (de composés organiques volatils dits « COV » par exemple ou via des ionogels susceptible d'inerter certains toxiques (métaux lourds par exemple).
On cherche notamment à mieux "copier" (mimétique) les mécanismes de biocatalyse naturels qui se déroulent dans l'eau, à température ambiante et en consommant peu d'énergie et peu de catalyseurs qui seraient des ressources naturelles rares ou non renouvelables (métaux précieux par exemple). L'utilisation de biofilms a ainsi été testée, associés à des enzymes pour produire de l'énergie dans un nouveau modèle de pile à combustible.

## Enjeux
Les enzymes peuvent compenser leur manque de généricité par une extraordinaire sélectivité, voire énantiosélectivité et régiosélectivité.
Ceci en fait des outils de choix pour réaliser des réactions de synthèse dans des conditions particulièrement compatibles avec la préservation de l’environnement (milieux aqueux ou milieu organique, dont solvant organique,,, aérobie ou anaérobie, en présence d'un pH non extrêmes, à des températures peu élevées, ou au contraire dans des conditions plus exotiques ou extrêmes ; par exemple dans du CO2 supercritique ou sous micro-ondes
L’utilisation de plus en plus grande de matières premières renouvelables, donc d’origine biologique, pour favoriser des conditions de développement durable ne pourra qu’accroître les exemples de mise en œuvre de biocatalyseurs.

## Outils
Ce sont de plus en plus les outils de la biologie moléculaire, combinés à ceux de la biologie structurale et de la modélisation « in silico ». Ensemble, ils permettent de diversifier les sources de nouveaux enzymes, d’en améliorer l’efficacité et la stabilité, mais aussi de concevoir des biocatalyseurs originaux, capables de réaliser de nouvelles réactions.
Il est également possible d'utiliser des cibles moléculaire grâce à des anticorps catalytiques issus du système immunitaire, avec l'avantage d'une « grande spécificité de substrat et (...) une forte régio- et énantiosélectivité ».